# San Juan Bautista Mier
San Juan Bautista Mier är en ort i Mexiko.   Den ligger i kommunen Ziltlaltépec de Trinidad Sánchez Santos och delstaten Tlaxcala, i den sydöstra delen av landet, 130 km öster om huvudstaden Mexico City. San Juan Bautista Mier ligger 2 446 meter över havet och antalet invånare är 699.
Terrängen runt San Juan Bautista Mier är platt åt nordost, men åt sydväst är den kuperad. Runt San Juan Bautista Mier är det tätbefolkat, med 276 invånare per kvadratkilometer. Närmaste större samhälle är Huamantla, 10,9 km nordväst om San Juan Bautista Mier. Trakten runt San Juan Bautista Mier består till största delen av jordbruksmark.